# Hjeszan
Hjeszan (hangul: 혜산시, Hjeszan-si, handzsa: 惠山市, RR: Hyesan-si, ’kegyes hegy’) az egyik legészakibb város Észak-Koreában, Rjanggang (Ryanggang) tartomány székhelye.

## Földrajza
Keletről Unhung (Unhŭng), északkeletről Pocshon (Poch'ŏn), északról az Amnok folyó, nyugatról Szamszu (Samsu), délről pedig Kapszan (Kapsan) határolja.
Legmagasabb pontja az 1586 méter magas Undzsubong (운주봉; 雲住峯, Unjubong).

## Közigazgatása
24 tong (tong)ból és 4 faluból (ri (ri)) áll:
| - Hjeszan-tong (혜산동; 惠山洞, Hyesan-tong) - Hjehung-tong (혜흥동; 惠興洞, Hyehŭng-tong) - Hjehva-tong (혜화동; 惠花洞, Hyehwa-tong) - Hjegang-tong (혜강동; 惠江洞, Hyegang-tong) - Hjesin-tong (혜신동; 惠新洞, Hyesin-tong) - Hjemjong-tong (혜명동; 惠明洞, Hyemyŏng-tong) - Sinhung-tong (신흥동; 新興洞, Sinhŭng-tong) - Thapszong-tong (탑성동; 塔城洞, T'apsŏng-tong) - Szonghu-tong (성후동; 城後洞, Sŏnghu-tong) - Rjondu-tong (련두동; 蓮頭洞, Ryŏndu-tong) | - Kangan-tong (강안동; 江岸洞, Kangan-tong) - Üjon-tong (위연동; 渭淵洞, Wiyŏn-tong) - Jonphung-tong (연풍동; 淵豊洞, Yŏnp'ung-tong) - Rjonbong-il-tong (련봉1동; 連峰1洞, Ryŏnbong-il-tong) - Rjonbong-i-tong (련봉2동; 連峰2洞, Ryŏnbong-i-tong) - Jonghung-tong (영흥동; 英興洞, Yŏnghŭng-tong) - Szongbong-il-tong (송봉1동; 松峰1洞, Songbong-il-tong) - Szongbong-i-tong (송봉2동; 松峰2洞, Songbong-i-tong) - Kanggu-tong (강구동; 江口洞, Kanggu-tong) - Cshun-tong (춘동; 春洞, Chun-tong) | - Maszan-il-tong (마산1동; 馬山1洞, Masan-il-tong) - Maszan-i-tong (마산2동; 馬山2洞, Masan-i-tong) - Hjethan-tong (혜탄동; 惠灘洞, Hyet'an-tong) - Hjedzsang-tong (혜장동; 惠長洞, Hyejang-tong) - Komszan-tong (검산동; 儉山洞, Kŏmsan-tong) - Rodzsung-ri (로중리; 蘆中里, Rojung-ri) - Uncshong-ri (운총리; 雲寵里, Unch'ong-ri) - Sindzsang-ri (신장리; 新長里, Sinjang-ri) - Csangan-ri (장안리; 長安里, Changan-ri) |

## Híres szülöttei
- Hyeonseo Lee (kb. 1980) észak-koreai menekült